# دنیاگیری کووید-۱۹ در گرجستان
دنیاگیری کووید-۱۹ در گرجستان بخشی از دنیاگیری بیماری کروناویروس ۲۰۱۹ در جهان است. اولین مورد تأیید شده در این کشور در ۲۶ فوریه ۲۰۲۰ در شهر تفلیس اعلام شد، وی مردی ۵۰ ساله بود که از ایران به گرجستان بازگشته بود و در بیمارستان بیماری‌های عفونی در تفلیس بستری شد. او با تاکسی از طریق آذربایجان به مرز گرجستان آمده بود.
پس از آن در ۲۸ فوریه گرجستان تأیید کرد که یک زن ۳۱ ساله گرجی که از ایتالیا بازگشته شده مبتلا به ویروس کرونا است.